# Koreaanse bosmuis
De Koreaanse bosmuis (Apodemus peninsulae) is een knaagdier uit het geslacht der bosmuizen (Apodemus) dat voorkomt in Oost-Azië. De wetenschappelijke naam van deze soort werd voor het eerst geldig gepubliceerd door Oldfield Thomas in 1907.

## Verspreiding
De Koreaanse bosmuis komt voor in grote delen van China, Mongolië, het zuiden van Oost-Siberië en het Russische Verre Oosten, het Koreaans Schiereiland, Sachalin en Hokkaido. De soort komt voor in rivierbossen, gemengde bossen, bossteppe, graslanden, akkerland en bossen tot aan de alpiene zone van gebergten (max. 4.000 meter hoogte).
Deze soort is verwant aan andere soorten uit het geslacht Apodemus. Er zijn Pleistocene fossielen van deze soort bekend uit Sichuan, Guizhou en Shandong.